# Vaxy

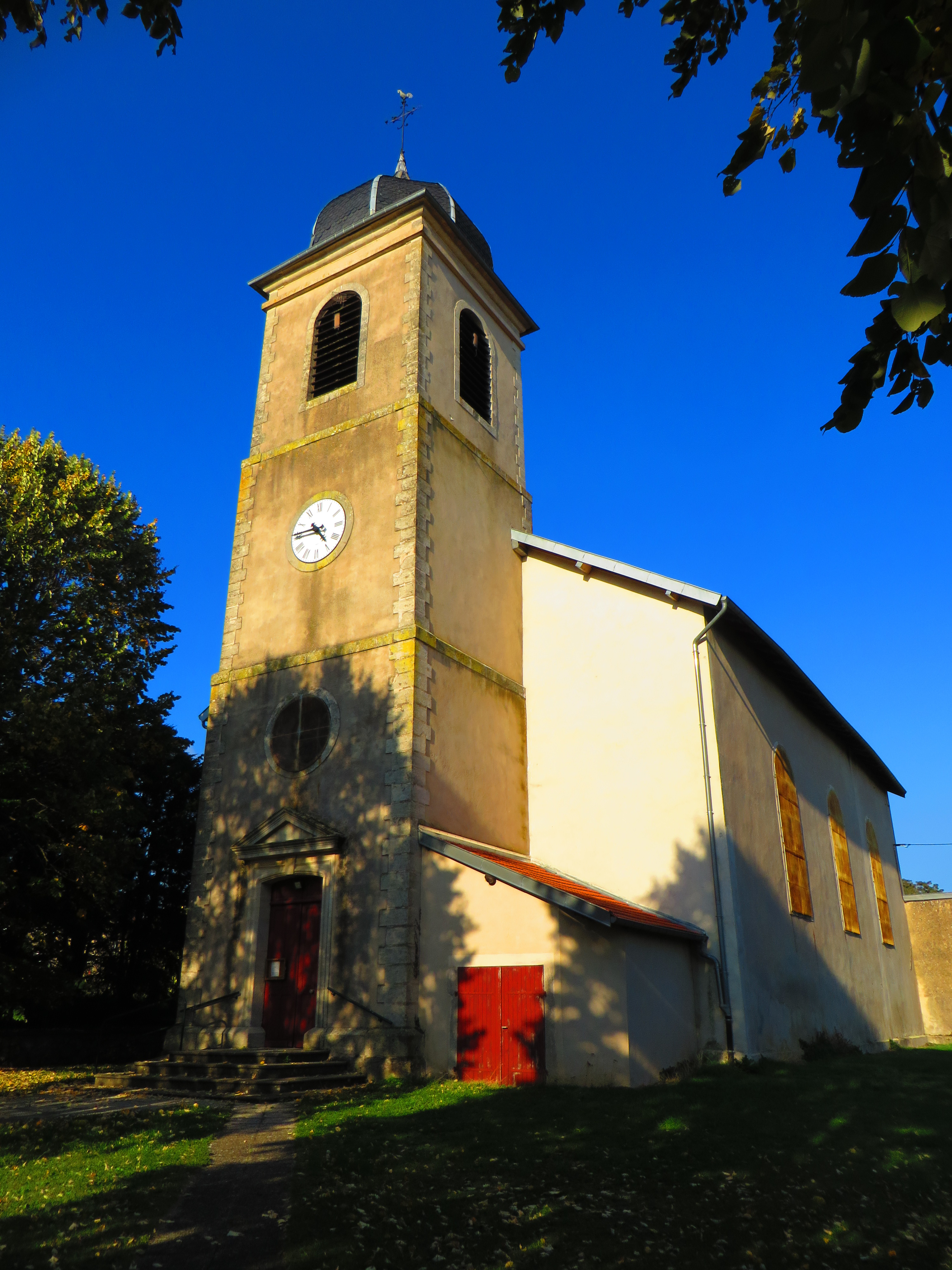
Kirche St. Aper

Vaxy (deutsch 1915–1919 Wastingen, 1940–1944 Wessingen) ist eine französische Gemeinde mit 169 Einwohnern (Stand 1. Januar 2022) im Département Moselle in der Region Grand Est (bis 2015 Lothringen). Sie gehört zum Arrondissement Sarrebourg-Château-Salins.

## Geographie
Die Gemeinde  liegt im Saulnois (Salzgau), fünf Kilometer nördlich von Château-Salins auf einer Höhe zwischen 206 und 337 m über dem Meeresspiegel. Das Gemeindegebiet umfasst 5,31 km².

## Geschichte
Der Ort wurde 775 erstmals als Vastingas, 1469 als Wechsingen und 1528 als Wessingen erwähnt, war lothringisch und wurde im Jahr 1661 Frankreich einverleibt.
Im Gemeindewappen dominiert der Heilige Gorgonius zu Pferde, das Symbol der Abtei Gorze, zu der Vaxy gehörte; die Wildschweinköpfe erinnern an das untergegangene Dorf Domèvre auf dem Gemeindegebiet von Vaxy.
Durch den Frieden von Frankfurt vom 10. Mai 1871 kam das Dorf an Deutschland und wurde dem Kreis Château-Salins, Bezirk Lothringen, im Reichsland Elsaß-Lothringen zugeordnet. Die Dorfbewohner betrieben Getreide-, Obst-, Wein- und Gemüsebanau.
Nach dem Ersten Weltkrieg musste das Kreisgebiet aufgrund der Bestimmungen des Versailler Vertrags an Frankreich abgetreten werden. Während des Zweiten Weltkriegs war die Region von der deutschen Wehrmacht besetzt.

### Bevölkerungsentwicklung
| Jahr      | 1962 | 1968 | 1975 | 1982 | 1990 | 1999 | 2007 | 2019 |
| Einwohner | 162  | 137  | 127  | 127  | 151  | 134  | 151  | 168  |

## Persönlichkeiten
- Roger Joseph Foret (1870–1943), Bürgermeister von Metz und Landtagsabgeordneter

## Belege
1. ↑  Wappenbeschreibung auf genealogie-lorraine.fr (französisch)